# Сулейман Рустам

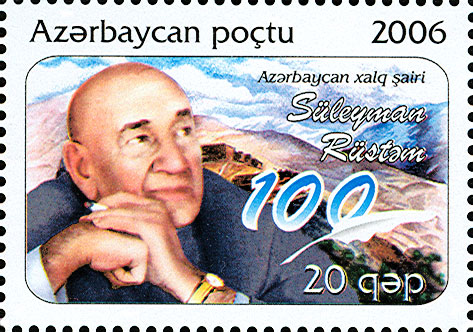
Поштова марка Азербайджану, 2006 рік

Сулейма́н Руста́м (азерб. Süleyman Əliabbas oğlu Rüstəmzadə; 1906—1989) — азербайджанський радянський поет і драматург, громадський діяч.. Один з авторів слів Гімну Азербайджанської РСР (разом з Самедом Вургуном і Гусейном Арифом).
Народний поет Азербайджанської РСР (1960). Лауреат Сталінської премії другого ступеня (1950). Герой Соціалістичної Праці (1976). Член ВКП(б) з 1940 року.

## Життєпис
Народився 12 березня 1906 року в селі Новхани (нині Апшеронський район, Азербайджан) у родині коваля.
До революції навчався в російсько-татарській школі. В школі директором і педагогом тоді був Сулейман Сані Ахундов, який пробудив, як писав С. Рустам, інтерес до літератури, а зміцнили цей інтерес відомі педагоги тих часів — М. Везіров, Р. Таїров, А. Ісрафілбейлі. Після він вступає до Бакинського електротехнікуму, потім — на східний факультет Азербайджанського державного університету, де його однокурсниками були Джафар Джабарли, А. Бадалбейлі, В. Хулуфлу, їх педагогом був видатний письменник Абдулрагімбек Ахвердов.
1929 року продовжує освіту на факультеті літератури і мистецтва I-го Московського державного університету. Від 1937 року працював директором Азербайджанського державного драматичного театру ім. М. Азізбекова. Був депутатом усіх скликань парламенту радянського Азербайджану, протягом 1971 — 1989 років він — голова Верховної Ради АзРСР.
Сулейман Рустам був не тільки поетом, але й перекладачем, літератором. Він перекладав на рідну мову «Скарбниця таємниць» Нізамі (спільно з Аббасалі Саровлу), твори Т. Г. Шевченка, І. А. Крилова, О. С. Грибоєдова, О. С. Пушкіна, М. Ю. Лермонтова, М. О. Некрасова та ін. Переклав азербайджанською мовою «Заповіт» Т. Шевченка.
Твори Рустама перекладено багатьма мовами світу, в тому числі на російську. Член ВКП(б) з 1940 року.
Рустам працював головним редактором газети «Эдебийет газети» («Літературна газета»). Лауреат багатьох престижних премій Азербайджану, СРСР.
Помер 10 червня 1989 року. Похований в Баку на Алеї честі.

## Пам'ять
- 2006 року було випущено поштову марку Азербайджану, присвячену Рустамзаде.
- У Баку йому встановлено меморіальну дошку.[10]
- Його ім'ям названо вулицю в Баку.

## Творчість
Перший збірник віршів — «Від печалі до радості», написаний 1927 року, як і багато віршів поета, створених у 20-ті роки («Партизан Алі», «Безрукий герой») присвячені комсомолу, громадянській війні, відвазі борців за Радянську владу.
Головною тематикою творів, створених поетом у 1930-ті роки («Романтика ночі») було відтворення романтики колективної праці. Поема «Хороший товариш» присвячена трудовим подвигам бавовнярів у Муганських степах.
У 1939—1940 роках С. Рустам створив п'єсу «Гачаг Набі». Поет використав народні сказання про Гачага Набі, розширив і поглибив їх соціально-історично, надав п'єсі сучасного звучання. Основні герої п'єси — уславлений ватажок народного руху XIX століття Гачаг Набі, його смілива дружина і сподвижниця Хаджар.
Син бідного селянина Набі, що батракував у бека, не витримує жорстокості і грубості господаря, біжить у гори, стає «гачагом» (гачаг — дослівно — утікач, вигнанець), збирає навколо себе незадоволених селян, мстить за зганьблений народ, забирає у багатіїв гроші й товари і роздає біднякам. Його підтримує вся округа, він хоробро чинить опір царським чиновникам і жандармам і довгий час тримає в страху поміщиків. Але, як будь-який стихійний селянський рух, терпить крах і заколот «благородного розбійника» Набі.
Написані в роки німецько-рядянської війни патріотичні вірші («Настане день», «Синам Азербайджану», «Відповідь старого») присвячені мужності і самовідданості радянських людей, їх непохитній вірі в перемогу над ворогом. Значну популярність здобув вірш С. Рустама «Мати і листоноша» (1942). Мати довгих чотири місяці чекає звістки від сина — фронтовика, жене листоношу: «Не буде листа мені… більше не приходь». Листоноша йде засмучений, але він не ображений, йому гірко за страждання старої матері. У свою чергу мати глибоко переживає свій вчинок. Нарешті, листоноша приносить довгоочікуваного листа, і цій події разом з матір'ю радіють і листоноша, і вся округа. Це вірш, написаний з великою емоційною силою, глибоко хвилює читача, пробуджує в нього світлі почуття.
У повоєнні роки поет написав збірку віршів «Два береги», присвячений важкому життю азербайджанських бідняків в Ірані і післявоєнному розквіту Радянського Азербайджану. У поемі «Серце Гафура» відтворено образ героя війни Гафура Мамедова, який грудьми затулив свого командира від ворожих куль.

## Твори
- Настане день. Москва, 1943
- Меч і вірш. Баку, 1943
- «Два береги». Баку, 1949
- «Два береги». Москва, 1950
- Вірші. Баку, 1954
- Вірші. Москва, 1958
- Бажання серця. Москва, 1959
- Два береги. Баку, 1986
- Серце Гафура. Баку, 1950
- Слово про російською брата. 1960
- Не можу забути. Москва, 1963
- Відкритий лист. Баку, 1963
- Друга весна. Москва, 1967
- Каспійські хвилі. Москва, 1971
- Душа. Москва, 1974
- Залізні рядки. Москва, 1982

## Нагороди та премії
- Сталінська премія другого ступеня (1950) — за збірку віршів «Два береги» (1949)
- Герой Соціалістичної Праці (15.06.1976)
- три ордени Леніна (зокрема 15.06.1976)
- два ордени Трудового Червоного Прапора (зокрема 29.10.1956)
- орден Дружби народів (16.11.1984)
- народний поет Азербайджанської РСР (1960)
- заслужений діяч мистецтв Азербайджанської РСР (1943)
- Державна премія Азербайджанської РСР